# Aedes horotoi
Aedes horotoi é um espécie de mosquito do Género Aedes, pertencente à família Culicidae.